# Фонтекупа (Перуђа)
Фонтекупа је насеље у Италији у округу Перуђа, региону Умбрија.
Према процени из 2011. у насељу је живело 1 становника. Насеље се налази на надморској висини од 286 м.